# Lemma di Shephard
Il lemma di Shephard (Shephard's lemma) è un'importante proprietà delle funzioni di costo che nell'economia della produzione permette di derivare, in quello che è noto come approccio duale (dual approach), le equazioni delle domande condizionali di input (conditional input demands), cioè la domanda di input vincolata ad un dato vettore di output, dalla funzione di costo.
In base al lemma di Shephard, nei punti in cui la funzione di costo è derivabile rispetto ai prezzi, la domanda condizionale di input coincide con il gradiente della funzione di costo rispetto ai prezzi:
{\displaystyle \ {\frac {\partial \ C(\mathbf {p} ,\mathbf {q} )}{\partial \ \mathbf {p} }}=\mathbf {x} (\mathbf {p} ,\mathbf {q} )}
dove p è il vettore dei prezzi degli input, q il vettore degli output, C(p,q) la funzione di costo, cioè la funzione che esprime il minimo costo necessario alla produzione di q ai prezzi p degli input, x(p,q) è il vettore delle corrispondenze di domande condizionali di input.
Dal lemma segue direttamente che, una volta stimata la funzione di costo, per ottenere la domanda condizionale dell'input i-esimo, è sufficiente derivare la funzione di costo rispetto al prezzo dell'input stesso:
{\displaystyle \ {\frac {\partial \ C(\mathbf {p} ,\mathbf {q} )}{\partial \ p_{i}}}=x_{i}(\mathbf {p} ,\mathbf {q} )}
Questo tipo di approccio è appunto chiamato duale per distinguerlo da quello primario (primal approach), in cui invece la domanda condizionale di input è derivata direttamente dalla funzione di produzione.
Di fatto, l'approccio duale è più utilizzato di quello primario perché la stima di funzioni di costo risulta più semplice.

## Dimostrazione
Data la funzione di costo:
{\displaystyle C({\bar {\mathbf {p} }},\mathbf {q} )={\bar {\mathbf {p} }}'\ \mathbf {x} ({\bar {\mathbf {p} }},\mathbf {q} )=\sum _{i=1}^{n}{\bar {p_{i}}}\ x_{i}({\bar {\mathbf {p} }},\mathbf {q} )}
dove {\displaystyle \ \mathbf {x} ({\bar {\mathbf {p} }},\mathbf {q} )} è il vettore delle domande condizionali di input ai prezzi degli input {\displaystyle \ {\bar {\mathbf {p} }}} e per la produzione delle quantità {\displaystyle \ \mathbf {q} }, possiamo definire un'altra funzione {\displaystyle g(\mathbf {p} ,\mathbf {q} )} tale che:
{\displaystyle g(\mathbf {p} ,\mathbf {q} )=C(\mathbf {p} ,\mathbf {q} )-\mathbf {p} '\ \mathbf {x} ({\bar {\mathbf {p} }},\mathbf {q} )}
Per definizione si ha che:
{\displaystyle g({\bar {\mathbf {p} }},\mathbf {q} )=0}
Poiché inoltre:
{\displaystyle \ C(\mathbf {p} ,\mathbf {q} )\leq \mathbf {p} '\ \mathbf {x} ({\bar {\mathbf {p} }},\mathbf {q} )}
segue:
{\displaystyle \ g(\mathbf {p} ,\mathbf {q} )\leq 0}
Perciò in {\displaystyle \ {\bar {\mathbf {p} }}} la funzione {\displaystyle g(\mathbf {p} ,\mathbf {q} )} ammette un massimo rispetto a {\displaystyle \ \mathbf {p} }. Inoltre, poiché per ipotesi la funzione di costo è derivabile, anche g sarà derivabile e si avrà: 
{\displaystyle \ {\frac {\partial \ g({\bar {\mathbf {p} }},\mathbf {q} )}{\partial \ \mathbf {p} }}={\frac {\partial \ C({\bar {\mathbf {p} }},\mathbf {q} )}{\partial \ \mathbf {p} }}-\mathbf {x} ({\bar {\mathbf {p} }},\mathbf {q} )=\mathbf {0} }
da cui segue:
{\displaystyle \ {\frac {\partial \ C({\bar {\mathbf {p} }},\mathbf {q} )}{\partial \ \mathbf {p} }}=\mathbf {x} ({\bar {\mathbf {p} }},\mathbf {q} )}